# Order Portretu Władcy
Order Portretu Władcy, Order Cesarski (pers. Nešān-e Homāyūn) – honorowe cywilne odznaczenie irańskie ustanowione 15 lutego 1939 roku przez szacha perskiego, Rezę z dynastii Pahlawi. Zastąpił on Order Lwa i Słońca, nadawany przez obaloną dynastię Kadżarów. Został zlikwidowany w 1979 po zniesieniu monarchii w wyniku irańskiej rewolucji islamskiej.

## Historia
Odznaczenie utworzone przez Fatha Alego Kadżara, zawierające miniaturę portretu władcy w postaci medalionu, noszone było w Persji na długo przed formalnym ustanowieniem tego orderu. W 1856 roku szach Naser ad-Din Kadżar utworzył go pod nazwą Order Cesarskiego Portretu (Nishan-i-Tamtal-i-Humayun). Przyznawany był największym dygnitarzom dworskim, ambasadorom, najważniejszym ministrom i innym dostojnikom o podobnej randze i znaczeniu. Służył jako najważniejsze odznaczenie honorujące państwowych urzędników. Miejsce obrazu popiersia szacha wewnątrz odznaki niekiedy zajmował wizerunek lwa i słońca, jeden z perskich symboli, który używany był także jako centralny motyw Orderu Lwa i Słońca czy Orderu Aghdas.
Order Portretu Władcy, zwany też Orderem Cesarskim został ustanowiony 15 lutego 1939 roku, jako bezpośredni spadkobierca w tradycji, przeznaczeniu i wyglądzie Orderu Lwa i Słońca, który nadawany był przez władców z dynastii Kadżarów. Służył jako nagroda za zasługi dla monarchy lub państwa perskiego. Dzielił się na pięć klas; mógł być nadawany zarówno cywilom, jak i wojskowym.

## Podział odznaczenia
Klasy orderu
Przeznaczone do nagradzania ważnych urzędników irańskich oraz obcokrajowców, którzy wyróżnili się w służbie dla kraju i monarchy, a także dygnitarzy innych państw.
- I klasa – Wielka Wstęga
- II klasa – Wielki Oficer
- III klasa – Komandor
- IV klasa – Oficer
- V klasa – Kawaler

Medale
Utworzone w 1920, przeznaczone dla urzędników niższej rangi, którzy wyróżnili się w służbie dla kraju i monarchy
- Medal Złoty
- Medal Srebrny
- Medal Brązowy

## Wygląd insygniów
Insygnia odznaczenia były zmodyfikowaną wersją insygniów Orderu Lwa i Słońca. Gwiazdy i odznaki wszystkich klas wykonane były ze srebra.

### Odznaka
Odznaka (godło) składała się z emaliowanej, okrągłej ilustracji stojącego na pustyni lwa, z zakrzywionym mieczem trzymanym w uniesionej łapie, na tle wschodzącego słońca o pięciu promieniach. Wizerunek ten umieszczono wewnątrz zielonego okręgu, a ten z kolei – wewnątrz ramki w kształcie ośmio- lub sześciopromiennej gwiazdy w przypadku klas I, II, III i IV, a w klasie V gwiazda miała cztery promienie. Zawieszka miała kształt łańcuszka z pętelką; mocowana była do wstążki lub wstęgi.

### Gwiazda
Gwiazda orderowa była podobna do odznaki, z tym że była ośmiopromienna, nieco większa i bez zawieszki. Wewnątrz każdego promienia przebiegał zielony, emaliowany pasek, łączący się z zielonym okręgiem okalającym ilustrację. Gwiazdę noszono w I i II klasie wraz z odznaką na wstędze, a w III klasie bez odznaki.

### Medal
Medal był okrągły, wykonany z metalu (złoty, srebrny lub brązowy w zależności od stopnia). Na awersie znajdowała się ilustracja podobna do tej, która znajdowała się na odznace, w postaci rzeźbionego w całości reliefu stojącego lwa, trzymającego zakrzywiony miecz w uniesionej łapie, na tle wschodzącego słońca z pięcioma promieniami. Obramowaniem wizerunku, na krawędzi medalu, był wyryty wieniec laurowy. Medal przymocowany był za pomocą klamerki-zawieszki do prostokątnej, zielonej wstążki.

### Wstęgi, wstążki i baretki
Wstęga (Hamāyel) lub wstążka przyporządkowana do I klasy była uszyta w kolorze zielonym z czerwonymi paskami po bokach, a w przypadku pozostałych klas orderu i stopni medalu miała kolor zielony. Wielka Wstęga miała wygląd szerokiej szarfy wieszanej z prawego ramienia do lewego boku, Wielcy Oficerowie i Komandorzy wiązali wstęgę wokół szyi, a w pozostałych klasach i wstążki były wiązane na sposób francuski jak w przypadku orderu Legii Honorowej i przypinane do lewej piesi w szeregu z innymi medalami. Wstążka oficerska miała rozetkę.

## Suwereni odznaczenia
- Reza Szah Pahlawi (1939-1941)
- Mohammad Reza Pahlawi (1941-1979)

## Odznaczeni
- Felicjan Sławoj Składkowski – I klasa[9]
- André Malraux – I klasa[10]
- Władysław Anders – I klasa[11]
- Joseph Lawton Collins – I klasa[12]
- Adam Rapacki - I klasa[13]